# 季學錦
季學錦（？—1798年），字近思，號絅齋，江蘇蘇州府昭文縣人，清朝政治人物。

## 生平
季學錦於乾隆三十四年（1769年）己丑科會試中式，殿試後，其卷本被列為一甲第三名（探花），以引見不到，被降為三甲之末。選翰林院庶吉士，散館授檢討，升河東鹽運使，嘉慶二年（1797年）任按察使銜分巡臺灣兵備道，嘉慶三年（1798年）卒於官。